# Saint-Nicolas-des-Biefs
Saint-Nicolas-des-Biefs település Franciaországban, Allier megyében. Lakosainak száma 153 fő (2022. január 1.). Saint-Nicolas-des-Biefs Arfeuilles, La Chabanne, Châtel-Montagne, Laprugne, Saint-Clément, Les Noës, Saint-Bonnet-des-Quarts és Saint-Rirand községekkel határos.

## Népesség
A település népessége az elmúlt években az alábbi módon változott:
| Lakosok száma | 333  | 168  | 145  | 176  | 176  | 178  | 171  | 165  | 163  | 153  |
|               | 1968 | 1982 | 1990 | 2006 | 2013 | 2015 | 2017 | 2019 | 2020 | 2022 |